# Vinyl Box Set
A Vinyl Box Set a Bright Eyes díszdobozos kiadása, amelyet 2003. szeptember 9-én adott ki a Saddle Creek Records. A csomag hét hanglemezt tartalmaz, amelyeken az első öt album, illetve öt további dal újrakevert változata található meg.
A Vinyl Box Set a Saddle Creek Records 53. kiadványa.

## Számlista
| 1.  | The Invisible Gardener                   | 2:23 |
| 2.  | Patient Hope in New Snow                 | 4:04 |
| 3.  | Saturday as Usual                        | 3:36 |
| 4.  | Falling Out of Love at This Volume       | 2:15 |
| 5.  | Exaltation on a Cool Kitchen Floor       | 2:36 |
| 6.  | The Awful Sweetness of Escaping Sweat    | 4:07 |
| 7.  | Puella Quam Amo Est Pulchra              | 3:08 |
| 8.  | Driving Fast Through a Big City at Night | 2:08 |
| 9.  | How Many Lights Do You See?              | 3:31 |
| 10. | I Watched You Taking Off                 | 4:02 |
| 11. | A Celebration Upon Completion            | 4:12 |
| 12. | Emily, Sing Something Sweet              | 2:59 |
| 13. | All of the Truth                         | 3:41 |
| 14. | One Straw (Please)                       | 2:47 |
| 15. | Lila                                     | 2:59 |
| 16. | A Few Minutes on Friday                  | 4:07 |
| 17. | Supriya                                  | 2:27 |
| 18. | Solid Jackson                            | 4:28 |
| 19. | Feb. 15th                                | 4:03 |
| 20. | The ’Feel Good’ Revolution               | 3:35 |

| 1.  | If Winter Ends                                 | 3:26  |
| 2.  | Padraic My Prince                              | 3:45  |
| 3.  | Contrast and Compare                           | 3:55  |
| 4.  | The City Has Sex                               | 2:11  |
| 5.  | The Difference in the Shades                   | 4:20  |
| 6.  | Touch                                          | 3:43  |
| 7.  | June on the West Coast                         | 3:35  |
| 8.  | Pull My Hair                                   | 4:05  |
| 9.  | Empty Canyon, Empty Canteen                    | 2:44  |
| 10. | A Poetic Retelling of an Unfortunate Seduction | 4:21  |
| 11. | Tereza and Tomas                               | 25:46 |

| 1. | A Line Allows Progress, a Circle Does Not | 3:24 |
| 2. | A Perfect Sonnet                          | 3:39 |
| 3. | On My Way to Work                         | 4:16 |
| 4. | A New Arrangement                         | 5:14 |
| 5. | Neely O’Hara                              | 6:26 |

| 1.  | A Spindle, a Darkness, a Fever, and a Necklace    | 6:26 |
| 2.  | A Scale, a Mirror and Those Indifferent Clocks    | 2:43 |
| 3.  | The Calendar Hung Itself…                         | 3:55 |
| 4.  | Something Vague                                   | 3:30 |
| 5.  | The Joy in Discovery                              | 1:06 |
| 6.  | The Movement of a Hand                            | 4:07 |
| 7.  | Arienette                                         | 3:24 |
| 8.  | When the Curious Girl Realizes She Is Under Glass | 3:02 |
| 9.  | Haligh, Haligh, A Lie, Haligh                     | 4:41 |
| 10. | The Center of the World                           | 4:38 |
| 11. | Jetsabel Removes The Undesirables                 | 6:09 |
| 12. | Sunrise, Sunset                                   | 4:33 |
| 13. | An Attempt to Tip the Scales                      | 8:24 |
| 14. | A Song to Pass the Time                           | 5:35 |

| Don’t Be Frightened of Turning the Page | Don’t Be Frightened of Turning the Page                                      | Don’t Be Frightened of Turning the Page | Don’t Be Frightened of Turning the Page | Don’t Be Frightened of Turning the Page | Don’t Be Frightened of Turning the Page | Don’t Be Frightened of Turning the Page | Don’t Be Frightened of Turning the Page | Don’t Be Frightened of Turning the Page | Don’t Be Frightened of Turning the Page |
|                                         | Cím                                                                          | Hossz                                   |                                         |                                         |                                         |                                         |                                         |                                         |                                         |
| --------------------------------------- | ---------------------------------------------------------------------------- | --------------------------------------- | --------------------------------------- | --------------------------------------- | --------------------------------------- | --------------------------------------- | --------------------------------------- | --------------------------------------- | --------------------------------------- |
| 1.                                      | Going for the Gold                                                           | 5:04                                    |                                         |                                         |                                         |                                         |                                         |                                         |                                         |
| 2.                                      | Oh, You Are the Roots That Sleep Beneath My Feet and Hold the Earth in Place | 3:08                                    |                                         |                                         |                                         |                                         |                                         |                                         |                                         |
| 3.                                      | I Won’t Ever Be Happy Again                                                  | 2:40                                    |                                         |                                         |                                         |                                         |                                         |                                         |                                         |
| 4.                                      | No Lies, Just Love                                                           | 5:57                                    |                                         |                                         |                                         |                                         |                                         |                                         |                                         |
| 5.                                      | Kathy, With a K’s Song                                                       | 5:24                                    |                                         |                                         |                                         |                                         |                                         |                                         |                                         |
| 6.                                      | Mirrors and Fevers                                                           | 2:07                                    |                                         |                                         |                                         |                                         |                                         |                                         |                                         |
| 235:31                                  |                                                                              |                                         |                                         |                                         |                                         |                                         |                                         |                                         |                                         |

## Fordítás
Ez a szócikk részben vagy egészben  a   Vinyl Box Set című angol Wikipédia-szócikk ezen változatának fordításán alapul.  Az eredeti cikk szerkesztőit annak laptörténete sorolja fel. Ez a jelzés csupán a megfogalmazás eredetét és a szerzői jogokat jelzi, nem szolgál a cikkben szereplő információk forrásmegjelöléseként.